# Haworthia maxima
Haworthia maxima ist eine Pflanzenart der Gattung Haworthia in der Unterfamilie der Affodillgewächse (Asphodeloideae). Das Artepitheton maxima stammt aus dem Lateinischen, bedeutet ‚die Größte‘ und verweist auf die Größe der Pflanzen.

## Beschreibung
Haworthia maxima wächst stammlos und sprosst langsam. Die verschmälerten, ausgebreiteten, lanzettlich-dreieckigen Laubblätter bilden eine Rosette mit einer Höhe von bis zu 25 Zentimetern. Die bräunlich grüne bis olivgrüne Blattspreite ist 14 Zentimeter lang und 2 Zentimeter breit. Sie ist fast so dick wie breit. Die Blattoberfläche ist rau. Auf ihr befinden sich erhabene abgerundete Warzen, die nicht zusammenfließen.
Der lockere Blütenstand ist spärlich verzweigt und erreicht eine Länge von bis zu 60 Zentimeter. Die Blütenröhre ist gerade. Die Perigonblätter sind kurz und weisen bräunlich grüne Adern auf.

## Systematik und Verbreitung
Haworthia maxima ist in der südafrikanischen Provinz Westkap verbreitet.
Die Erstbeschreibung als Aloe margaritifera var. maxima durch Adrian Hardy Haworth wurde 1804 veröffentlicht. Henri-Auguste Duval stellte die Art 1809 in die Gattung Haworthia.
Es existieren zahlreiche Synonyme.

## Nachweise